# Greiz-Brunner Eisenbahn-Gesellschaft

Die Strecke der Greiz–Brunner Eisenbahn-Gesellschaft

Die Greiz–Brunner Eisenbahn-Gesellschaft war eine Eisenbahngesellschaft in Sachsen und dem Fürstentum Reuß ältere Linie. Sie war Eigentümer der Bahnstrecke Neumark–Greiz im Vogtland.

## Geschichte
Bevor Greiz, die damalige Hauptstadt des Fürstentums Reuß ältere Linie, im Jahre 1875 durch die Elstertalbahn der Sächsisch-Thüringischen Eisenbahn-Gesellschaft an das Schienennetz angeschlossen wurde, bekam die Stadt von Sachsen her eine Bahnverbindung, die vor allem von den Fabrikbesitzern gewünscht worden war. Weil die Sächsische Staatsbahn den Bau nicht selbst bewerkstelligen wollte, gründeten die Interessenten 1862 die Greiz-Brunner Eisenbahn-Gesellschaft (GBE), von deren Kapital auch die Fürstlich Reußische Regierung mehr als ein Viertel übernahm. Die Gesellschaft erhielt 1864 die Konzessionen des Fürstentums Reuß ä. L. und des Königreichs Sachsen für den Bau einer Eisenbahnstrecke. Sie begann in Greiz an einer Station, die später oberer Bahnhof oder Aubachtal genannt wurde, führte weiter in östlicher Richtung und überschritt kurz vor Brunn die sächsische Grenze. Bei Brunn mündete sie in die Bahnstrecke Leipzig–Hof ein, die von der Sächsisch-Bayerischen Eisenbahn-Compagnie bereits 1846 eröffnet und anschließend verstaatlicht worden war. Die GBE ließ ihre Züge bis Neumark in Sachsen durchfahren und zahlte für die Streckenbenutzung an die Staatsbahn ein „Bahngeld“ von jährlich 1860 Mark.
Den Betrieb auf der neuen Strecke, die am 23. Oktober 1865 eröffnet wurde, besorgten die Kgl. Sächsischen Staatseisenbahnen. Diese erwarb die Greiz-Brunner Eisenbahn zum 1. Januar 1876.

## Lokomotiven und Wagen
Die Greiz-Brunner Eisenbahn beschaffte für ihre Strecke zwei zweifach gekuppelte Tenderlokomotiven von Hartmann in Chemnitz, welche die Namen GREIZ und BRUNN trugen. Für den Reiseverkehr standen fünf Personenwagen, für den Güterverkehr zudem noch drei gedeckte Güterwagen zur Verfügung.